# براکیت (داکوتای شمالی)
براکیت(به انگلیسی: Brocket) شهری در ایالت داکوتای شمالی کشور ایالات متحده آمریکا است که جمعیت آن در سرشماری سال ۲۰۱۰ میلادی، ۵۷ نفر بوده‌است.